# هیپولوتس
هیپولوتس (به یونانی: Ἱππόλυτος)، در اسطوره‌های یونان، پسر تسئوس و هیپولیتا ملکه آمازون یا آنتیوپ است.
بعد از مرگ هیپولیتا، پدرش تسئوس تصمیم گرفت با فدرا، دختر پادشاه کریت مینوس ازدواج کند. در همین زمان هیپولوتس تبدیل به یک جوان زیبا، بالغ، قوی و ورزشکار شده بود و به همین جهت نامادری اش فدرا عاشق او شد. فدرا به او دل بست اما هیپولوتس عشق او را نپذیرفت. فدرا نیز نامه‌ای به شوهرش تسئوس نوشت و هیپولوتس را متهم به قصد تجاوز کرد و بعد خود را به دار آویخت. تسئوس نیز با دیدن مرگ فدرا، حرف او را باور کرده و به وسیله یک طلسم که از خدای دریاها پوزئیدون به او داده شده بود، از هیپولوتس انتقام گرفت. هنگامی که هیپولوتس سوار بر ارابه خود بود یک هیولای دریایی که توسط پوزئیدون فرستاده شده بود اسب های او را ترساند و هیپولوتس را به کام مرگ بردند. بعدها آرتمیس این حقیقت دردناک را برای تسئوس آشکار کرد.
در تفسیر دیگری، تسئوس به تمیسیرا، پایتخت آمازون‌ها می‌رود. ملکه آمازون‌ها، آنتیوپ که دختری زیبا بود را همراه با هدایایی به کشتی او می‌فرستد. اما تسئوس او را ربوده و به آتن می‌برد. هیپولوتس نیز از نتیجه رابطه آنتیوپ و تسئوس به دنیا آمد. در این نسخه این دیونیسوس است که با فرستادن گراز وحشی اسب های ارابه او را ترساند و باعث مرگ او شد.